# Санкт-Георген-ам-Райт
Санкт-Георген-ам-Райт (нем. St. Georgen am Reith) — коммуна (нем. Gemeinde) в Австрии, в федеральной земле Нижняя Австрия.
Входит в состав округа Амштеттен. Население составляет 537 человек (на 31 декабря 2021 года). Занимает площадь 40,1 км². Официальный код — 30526.

## Политическая ситуация

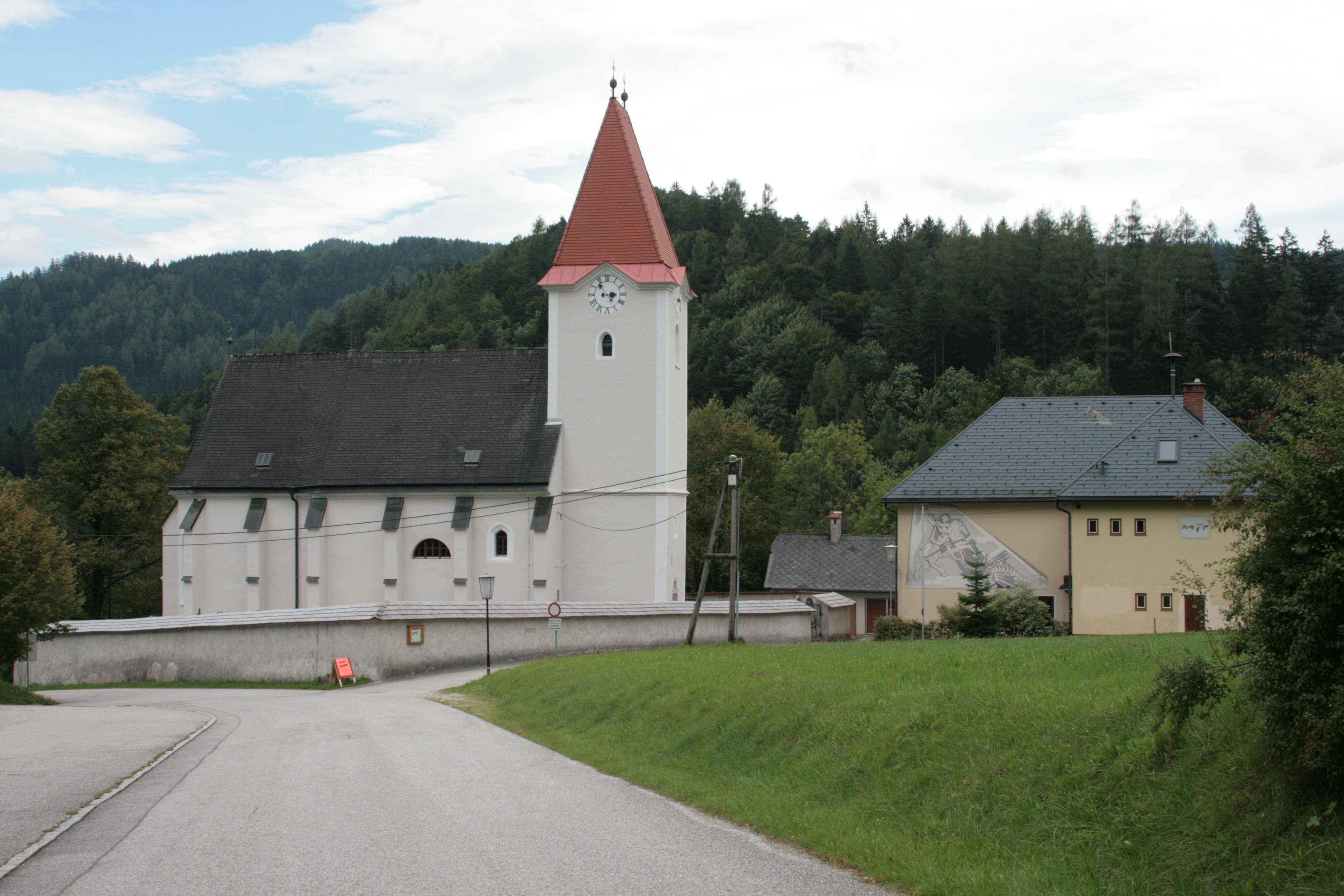
Церковь и школа

Бургомистр коммуны — Хельмут Шагерль (СДПА) по результатам выборов 2010 года.
Совет представителей коммуны (нем. Gemeinderat) состоит из 15 мест.
- СДПА занимает 8 мест.
- АНП занимает 7 мест.[2]